# ゾディアック (時計)
ゾディアック（英称：Zodiac）は、スイスの高級時計メーカーである。現在はフォッシル・グループの傘下。

## 歴史
1882年、アリステ・カラメはスイスのル・ロックルに時計の製造工場を設立。元の社名はAriste Calameで後にZodiacに変更した。
1928年、フラットポケットウォッチを一般発売され、独自のゾディアックキャリバー1617ムーブメントを使用している。
1930年、自動スポーツウォッチを設計および製造し、その後人気のZodiac Autographicを製造した。Autographicはパワーリザーブゲージ、壊れないクリスタル、ラジウムダイヤルを備えた自動巻き時計である耐水性と耐衝撃性も備えている。
1953年 、20気圧防水のシーウルフを発表。
1970年、赤いドットが人工衛星のように文字盤をまわるアストログラフィックを発表。
1970年代、左右非対称ケースを採用したオリンポス自動巻きを発売。
1990年、タグ・ホイヤーのウィリー・ガッド・モニエがMontres Zodiac SAを買収したが、Montres Zodiac SAは1997年11月に倒産した。
1998年、Genender社の傘下になる。
2001年10月1日、フォッシル・グループは約470万ドルでZodiacブランド名の世界的な権利を取得した。
2002年4月、スイスのバーゼルワールドウォッチショーで新たなゾディアックラインが発表された。
2010年2月、フォッシル・グループはZMX（Zodiac Mission Extreme）ラインを立ち上げた。
2015年2月、シーウルフモデルが復活し、1954年モデルの「ヴィンテージ風」バージョンを「スキンダイバー」と「ダイバー」の2つのエディションで再発行した。
2018年、英国軍用時計として開発、製作されながらも、制式採用されなかったZODIAC【ゾディアック】のオリンポス・ミリタリー自動巻きを限定復刻。
2019年、アストログラフィック誕生50周年記念限定モデルを発売。

## ゾディアック事件との関係
1960年台に発生した未解決連続殺人「ゾディアック事件」では、犯人が犯行声明の手紙にゾディアックのシンボルマークを記載していた。1991年、事件の容疑者（逮捕に至らず）であったアーサー・リー・アレンが家宅捜索された際、彼はゾディアック社の腕時計を着用していた。この事件を題材にした2007年の映画「ゾディアック」内でも、ジョン・キャロル・リンチ演ずるアレンはゾディアック社のダイバースウォッチ"Sea Wolf"を使用している。

## コラボレーション
アメリカのロックバンドキッスのドラマーエリック・シンガーとの共同開発モデルを複数発表。